# Nederlands Interdisciplinair Demografisch Instituut
Het Nederlands Interdisciplinair Demografisch Instituut (NIDI) is een onderzoeksinstituut op het gebied van de demografie en sociale wetenschappen gevestigd in Den Haag. Het instituut is in 1970 opgericht en valt sinds 2003 onder de Koninklijke Nederlandse Akademie van Wetenschappen.

## Geschiedenis
Reeds van bij de oprichting was er een direct verband met de Akademie van Wetenschappen. Het was immers Evert Hofstee die vanuit de KNAW advies gaf over de oprichting van een demografisch instituut. Hij was zelf ook betrokken was bij de oprichting, en van 1970 tot 1980 de eerste bestuursvoorzitter. Bij de oprichting in 1970 was het NIDI een interuniversitair instituut. De eerste directeur van 1970 tot 1987 was Dick van de Kaa.
Vanaf 1987 werd het NIDI een zelfstandige stichting met basisfinanciering van het Rijk. In de naam werd interuniversitair vervangen door interdisciplinair. Wim Deetman werd tot voorzitter benoemd. In 1987 werd Jenny Gierveld de tweede directeur van het NIDI. Zij zou haar functie in 2000 neerleggen om een permanent fellowship bij het NIAS te aanvaarden.
In 2001 werd Evert van Imhoff tot directeur aangesteld. Na diens terugtreding in 2002 werd in 2003 Frans Willekens benoemd. Ook sinds 2003 is het NIDI een van de instituten Geestes- en Sociale Wetenschappen in de KNAW structuur. In 2010 is Frans Willekens opgevolgd door Leo van Wissen. Vanaf 1 november 2020 heeft Helga de Valk het stokje overgenomen. 
In 2013 raakte het NIDI in de problemen doordat minister van Onderwijs, Cultuur en Wetenschap Jet Bussemaker de basisfinanciering schrapte. Doordat het NIDI zich in 2014 aansloot bij de Rijksuniversiteit Groningen kon het instituut toch blijven bestaan.

## Onderzoek
Het NIDI bestudeert bevolkingsvraagstukken. Het NIDI analyseert de bevolkingsontwikkeling en de samenhang met maatschappelijke en beleidsvraagstukken. Tevens worden demografische gegevens ontsloten ten behoeve van wetenschap, beleid en samenleving. Het NIDI bestaat uit vier onderzoeksafdelingen: Families & Generations, Migration & Migrants, Work & Retirement, en Ageing & Longevity. Een aparte werkgroep Policy & Dissemination verzorgt de communicatie van de bevindingen naar de buitenwereld.
Het NIDI is sinds 1985 de uitgever van het blad Demos, bulletin over bevolking en samenleving, dat 10 keer per jaar verschijnt.